# Technical Ecstasy
Technical Ecstasy ist das siebte Studioalbum der britischen Heavy-Metal-Band Black Sabbath. Es wurde im September 1976 veröffentlicht.

## Entstehung
Das Album wurde im Juni 1976 in den Criteria Studios in Miami eingespielt. Dabei verrannte sich die Band in Detailarbeiten, zudem hatten die Strapazen der letzten Jahre bereits einen Keil zwischen die Musiker getrieben.

„Im Studio geriet alles außer Kontrolle, wir fummelten viel zu lange an unwichtigen Details herum und bemühten uns um einen perfekten Sound, anstatt uns auf Riffs und Melodien zu konzentrieren. Die Leute stört es nicht, wenn der Gitarrist kleine Fehler macht, sie wollen einen Menschen und keine Maschine hören. Mich deprimierte das alles maßlos. Irgendwann ging es mir nur noch darum, den Vorschuss der Plattenfirma einzusacken und irgendwie das Album abzuschließen.“

Unter anderem verstand sich Osbourne mit Tony Iommi nicht mehr, auch mit Geezer Butler war sein Verhältnis wechselhaft. Bei der anschließenden Europa-Tour wurden Black Sabbath von einer aufstrebenden Band namens AC/DC, die als Support dabei war, regelmäßig übertroffen. Eine Kneipenschlägerei zwischen Butler und Malcolm Young war der Anlass, AC/DC von der Tour zu entfernen. Zudem stieg Osbourne im Spätsommer 1977 kurzfristig aus, da sein Vater im Sterben lag. Dave Walker (Savoy Brown, Fleetwood Mac) wurde kurzzeitig Bandmitglied, bis Osbourne Ende Januar 1978 zurückkehrte, worüber die Band froh war, da mit Walker die Chemie nicht stimmte.
Das für Black Sabbath ungewöhnliche Cover des Albums wurde vom Hipgnosis-Team entworfen.

## Tournee
Während der anschließenden Europatournee 1977 zur Unterstützung von Technical Ecstasy Album wurde die Band von AC/DC begleitet. Das Verhältnis zwischen Bassist Geezer Butler und AC/DC-Rhythmusgitarrist Malcolm Young war recht angespannt. Gitarrist Tony Iommi erinnert sich daran, dass die Atmosphäre zwischen den beiden „schwierig“ war und dass sie überhaupt nicht miteinander auskamen. Wards Schlagzeugtechniker Graham Wright und Osbournes persönlicher Assistent David Tangye erklärten in ihrem 2004 erschienenen Buch „How Black Was Our Sabbath“, dass die Probleme zwischen den beiden nach einem Auftritt der beiden Bands in der Schweiz entstanden seien. Eine Auseinandersetzung ereignete sich in einer Hotelbar, bei der Butler einen Klappkamm aus seiner Tasche nahm und ihn öffnete. Young hielt es für ein Springmesser und glaubte, dass Butler es auf ihn richtete. In der Bon-Scott-Biografie „Highway To Hell: The Life and Times of AC/DC Legend Bon Scott“ schreibt Clinton Walker über die Tour: „Sabbath, bis 1976, waren längst über ihren Höhepunkt hinaus, und AC/DC schienen sie fast von der Bühne zu blasen.“ Drogenmissbrauch in der Band war weit verbreitet. Graham und Tangye enthüllen auch, dass während der Tour Schlagzeuger Ward begonnen hatte, von Auftritt zu Auftritt in einem gemieteten Wohnmobil zu fahren, aufgrund seiner Flugangst.
Osbourne verließ die Band kurzzeitig nach der Technical Ecstasy Tour. Obwohl er schließlich für das darauf folgende Album Never Say Die! zurückkehren würde, ersetzte die Band ihn vorübergehend durch den ehemaligen Savoy-Brown-Sänger Dave Walker. Die Band schrieb einige Songs mit Walker und spielte eine frühe Version dessen, was später „Junior's Eyes“ werden sollte, in der BBC-Sendung Look Hear mit ihm.

## Rezeption
Greg Prato von Allmusic schrieb, die Band sei mit Technical Ecstasy „weiter und weiter“ von ihrem ursprünglichen musikalischen Pfad abgewichen. Er vergab zwei von fünf Sternen.

## Titelliste
Alle Titel wurden von Ozzy Osbourne, Tony Iommi, Geezer Butler und Bill Ward geschrieben.
1. Back Street Kids – 3:46
2. You Won’t Change Me – 6:34
3. It’s Alright (Bill Ward on Vocals) – 3:58
4. Gypsy – 5:10
5. All Moving Parts (Stand Still) – 4:59
6. Rock ’n’ Roll Doctor – 3:25
7. She’s Gone – 4:51
8. Dirty Women – 7:13

## Auszeichnungen für Musikverkäufe
Das Album erreichte Gold-Status in den USA am 19. Juni 1997.
| Land/Region               | Auszeichnungen für Musikverkäufe (Land/Region, Auszeichnung, Verkäufe) | Verkäufe |
| ------------------------- | ---------------------------------------------------------------------- | -------- |
| Vereinigte Staaten (RIAA) | Gold                                                                   | 500.000  |
| Insgesamt                 | 1× Gold ·                                                              | 500.000  |